# 弗朗西斯科·莫拉莱斯·贝穆德斯
弗朗西斯科·莫拉莱斯·贝穆德斯·塞鲁蒂（西班牙語：Francisco Morales Bermúdez Cerruti；1921年10月4日—2022年7月14日），秘鲁军事、政治人物。1975年—1980年任秘鲁总统。

## 生平
莫拉莱斯出生于利马，是前任秘鲁总统雷米吉奥·莫拉莱斯·贝穆德斯之孙。
1939年秘鲁军官学校毕业，开始军人生涯，后来晋升陆军中将。1973年出任陆军参谋长，1975年1月担任军政府总理兼陆军部长。
1975年8月28日发动政变，推翻贝拉斯科，并任总统。1980年举行大选，还政于民。1983年创建全国团结民主阵线并任主席。